# Sergy (Ain)
Pour les articles homonymes, voir Sergy.
Sergy est une commune française située dans le département de l'Ain en région Auvergne-Rhône-Alpes.

## Géographie

### Localisation

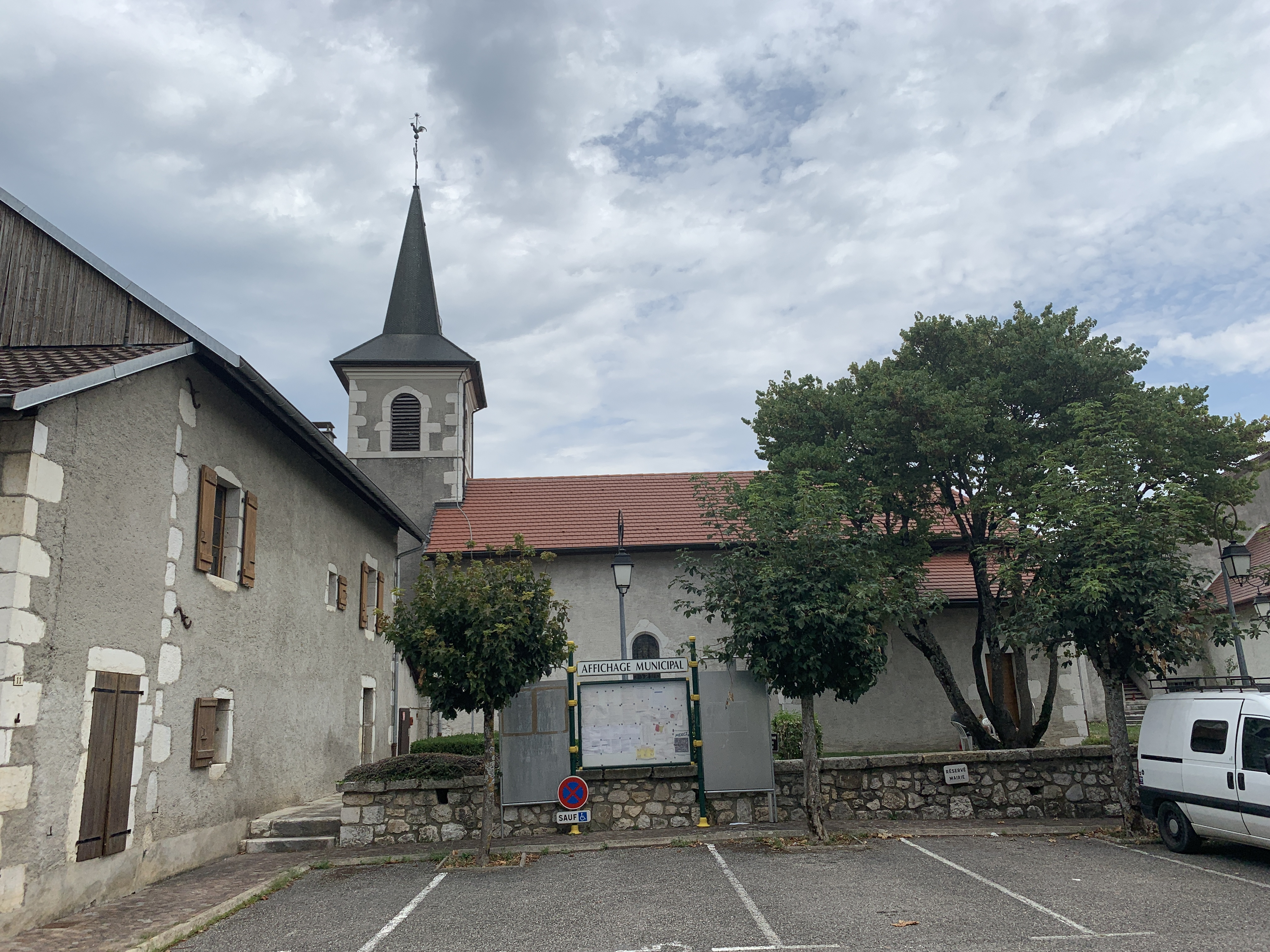
Ambiance du bourg.

Sergy est un bourg périurbain du Pays de Gex dans l'Ain, pratiquement limitrophe de la Suisse, situé à 13 km à vol d'oiseau au nord-ouest de Genève, 39 km au nord d'Annecy, 27 km à l'est d'Oyonnax et à 18 km au sud-est de Saint-Claude.
Elle se trouve dans l'Aire d'attraction de Genève - Annemasse (partie française), dans l'unité urbaine de Genève (Suisse)-Annemasse (partie française), la zone d'emploi du Genevois français et le bassin de vie de Saint-Genis-Pouilly.

### Géologie et relief
La superficie de la commune est de 9,46 km2 ; son altitude varie de 429  à   1 702 mètres.
Le territoire de Sergy a la forme d'une bande de 6 km de long et de 1 à 2 km de large, et montant depuis le piedmont, au-dessus de Saint-Genis-Pouilly, jusqu'au Grand Crêt qui culmine à 1 702 mètres.

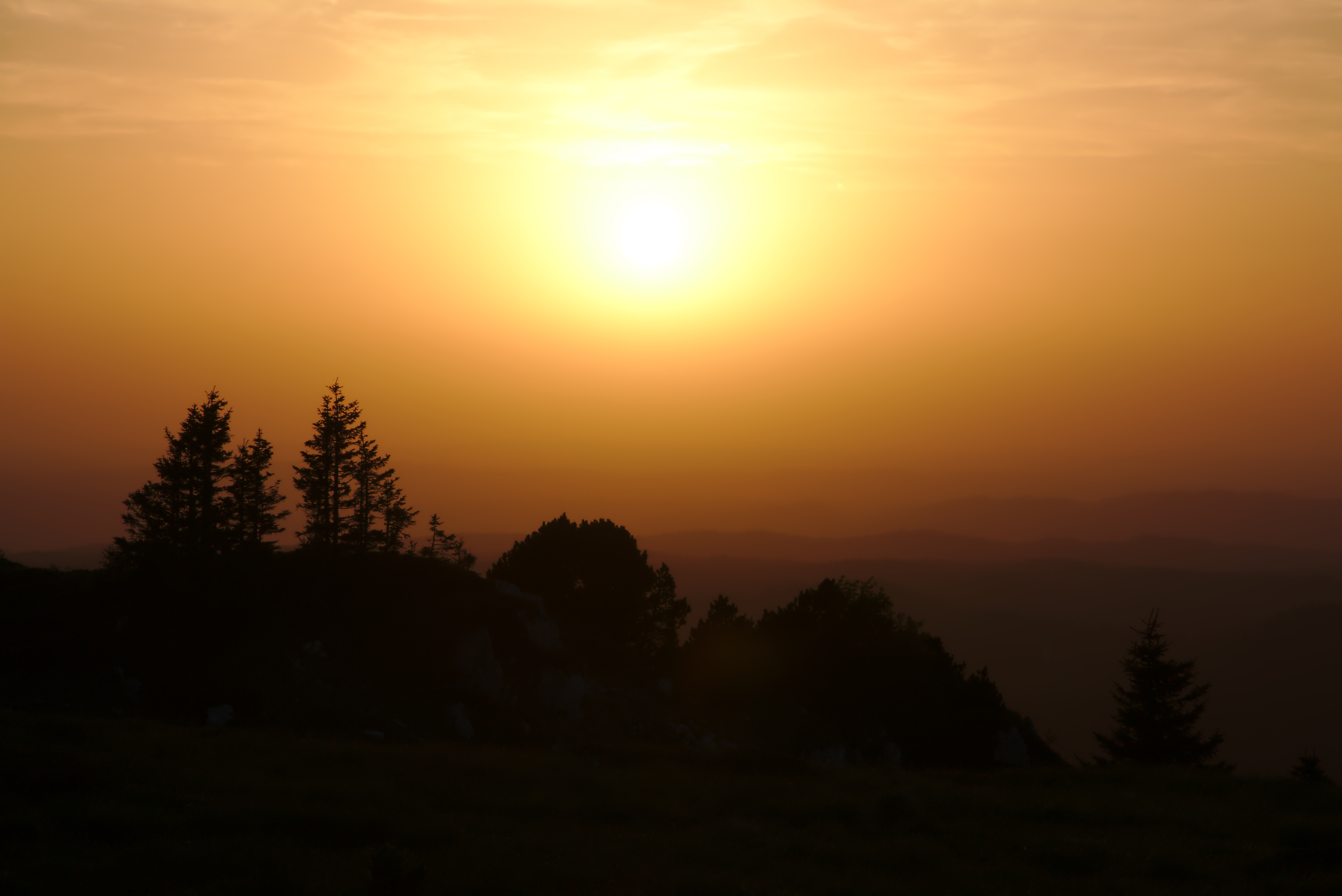
Coucher de soleil sur le Grand Crêt.

### Hydrographie

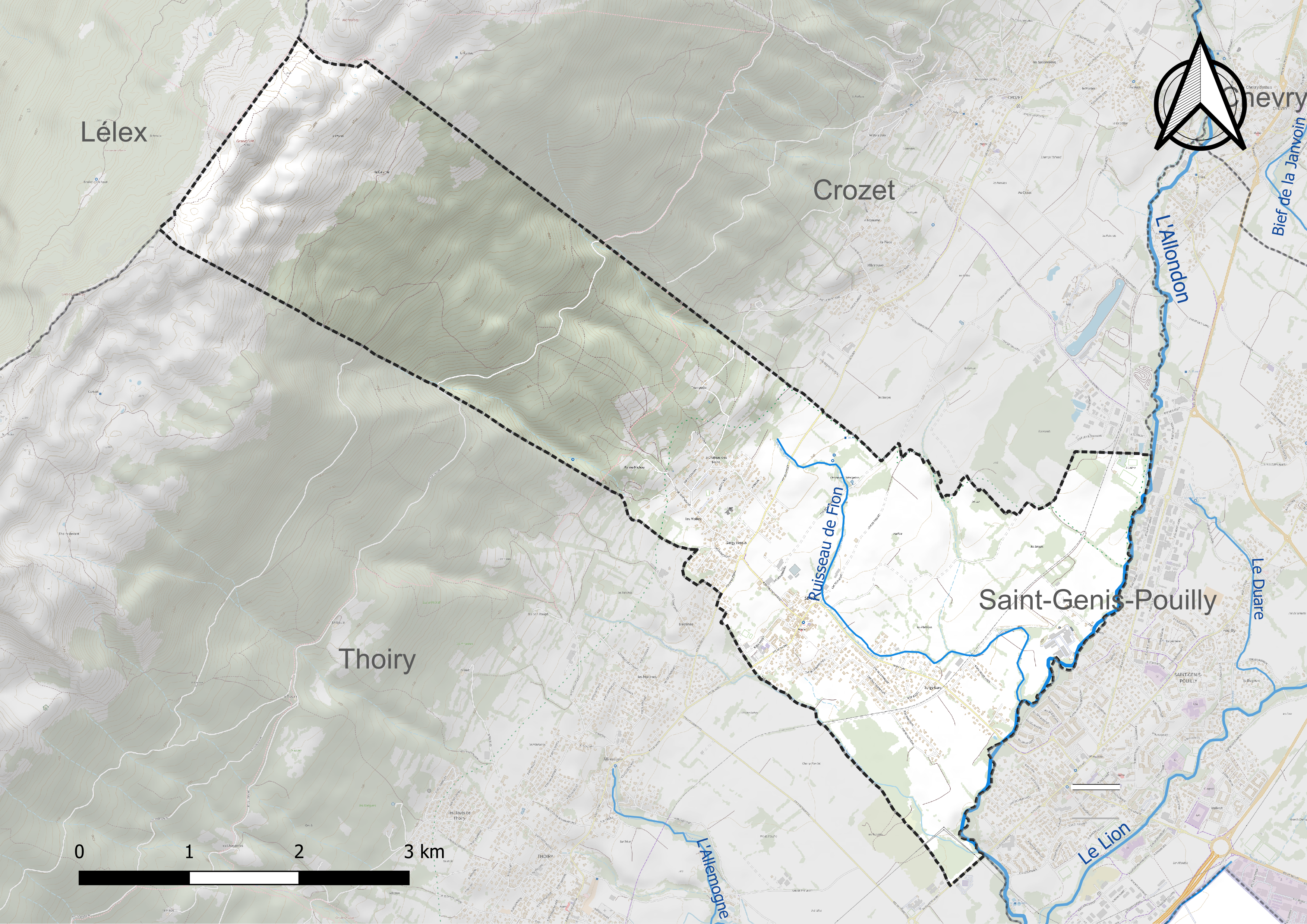
Carte hydrographique de la commune.

Sergy est limitée à l'est par le lit de l'Allondon. Le ruisseau de Fion, qui draine la commune, y conflue.
L'Allondon est un  affluent en rive droite du Rhône.

### Climat
Pour des articles plus généraux, voir Climat d'Auvergne-Rhône-Alpes et Climat de l'Ain.
En 2010, le climat de la commune est de type climat de montagne, selon une étude du CNRS s'appuyant sur une série de données couvrant la période 1971-2000. En 2020, Météo-France publie une typologie des climats de la France métropolitaine dans laquelle la commune est exposée à un climat de montagne ou de marges de montagne et est dans la région climatique Jura, caractérisée par une forte pluviométrie en toutes saisons (1 000 à 1 500 mm/an), des hivers rigoureux et un ensoleillement médiocre.
Pour la période 1971-2000, la température annuelle moyenne est de 9,8 °C, avec une amplitude thermique annuelle de 18,2 °C. Le cumul annuel moyen de précipitations est de 1 343 mm, avec 12,3 jours de précipitations en janvier et 9,1 jours en juillet. Pour la période 1991-2020, la température moyenne annuelle observée sur la station météorologique de Météo-France la plus proche, sur la commune de Cessy à 9 km à vol d'oiseau, est de 10,9 °C et le cumul annuel moyen de précipitations est de 1 063,2 mm,. Pour l'avenir, les paramètres climatiques de la commune estimés pour 2050 selon différents scénarios d'émission de gaz à effet de serre sont consultables sur un site dédié publié par Météo-France en novembre 2022.

## Urbanisme

### Typologie
Au 1er janvier 2024, Sergy est catégorisée ceinture urbaine, selon la nouvelle grille communale de densité à 7 niveaux définie par l'Insee en 2022.
Elle appartient à l'unité urbaine de Genève (SUI)-Annemasse (partie française), une agglomération internationale dont elle est une commune de la banlieue,. Par ailleurs la commune fait partie de l'aire d'attraction de Genève - Annemasse (partie française), dont elle est une commune de la couronne,. Cette aire, qui regroupe 158 communes, est catégorisée dans les aires de 700 000 habitants ou plus (hors Paris),.

### Occupation des sols

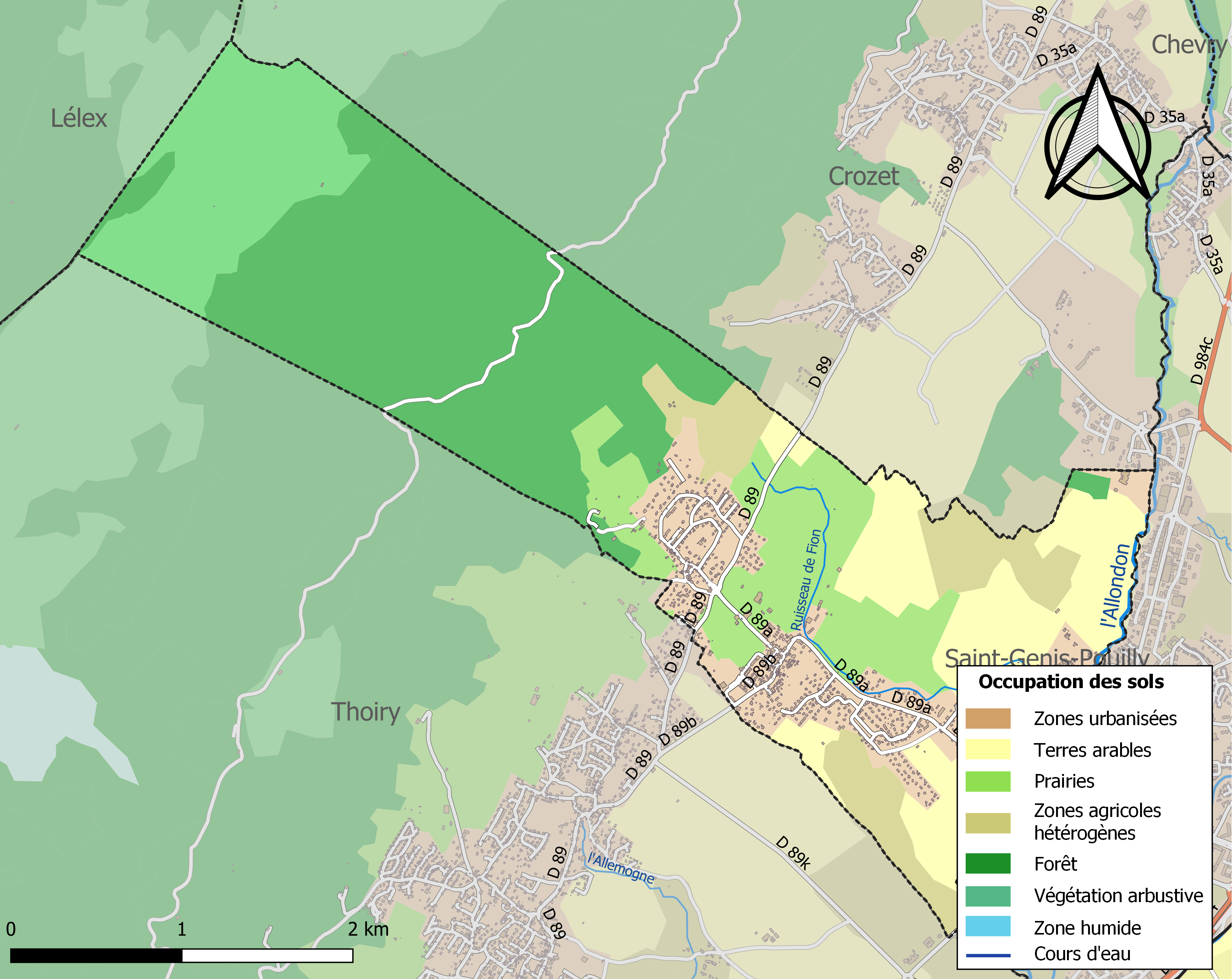
Carte des infrastructures et de l'occupation des sols de la commune en 2018 (CLC).

L'occupation des sols de la commune, telle qu'elle ressort de la base de données européenne d’occupation biophysique des sols Corine Land Cover (CLC), est marquée par l'importance des forêts et milieux semi-naturels (47,9 % en 2018), une proportion sensiblement équivalente à celle de 1990 (48,5 %). La répartition détaillée en 2018 est la suivante :
forêts (35,4 %), terres arables (15,4 %), prairies (13,1 %), milieux à végétation arbustive et/ou herbacée (12,6 %), zones urbanisées (12,3 %), zones agricoles hétérogènes (9,8 %), zones industrielles ou commerciales et réseaux de communication (1,4 %).
L'évolution de l’occupation des sols de la commune et de ses infrastructures peut être observée sur les différentes représentations cartographiques du territoire : la carte de Cassini (XVIIIe siècle), la carte d'état-major (1820-1866) et les cartes ou photos aériennes de l'IGN pour la période actuelle (1950 à aujourd'hui).

### Voies de communication et transports
La commune est desservie par la ligne de bus 68 des Transports publics genevois (TPG), la reliant à Thoiry et à la Suisse via le CERN où la correspondance avec la ligne 18 du tramway de Genève y est notamment est possible.

## Toponymie

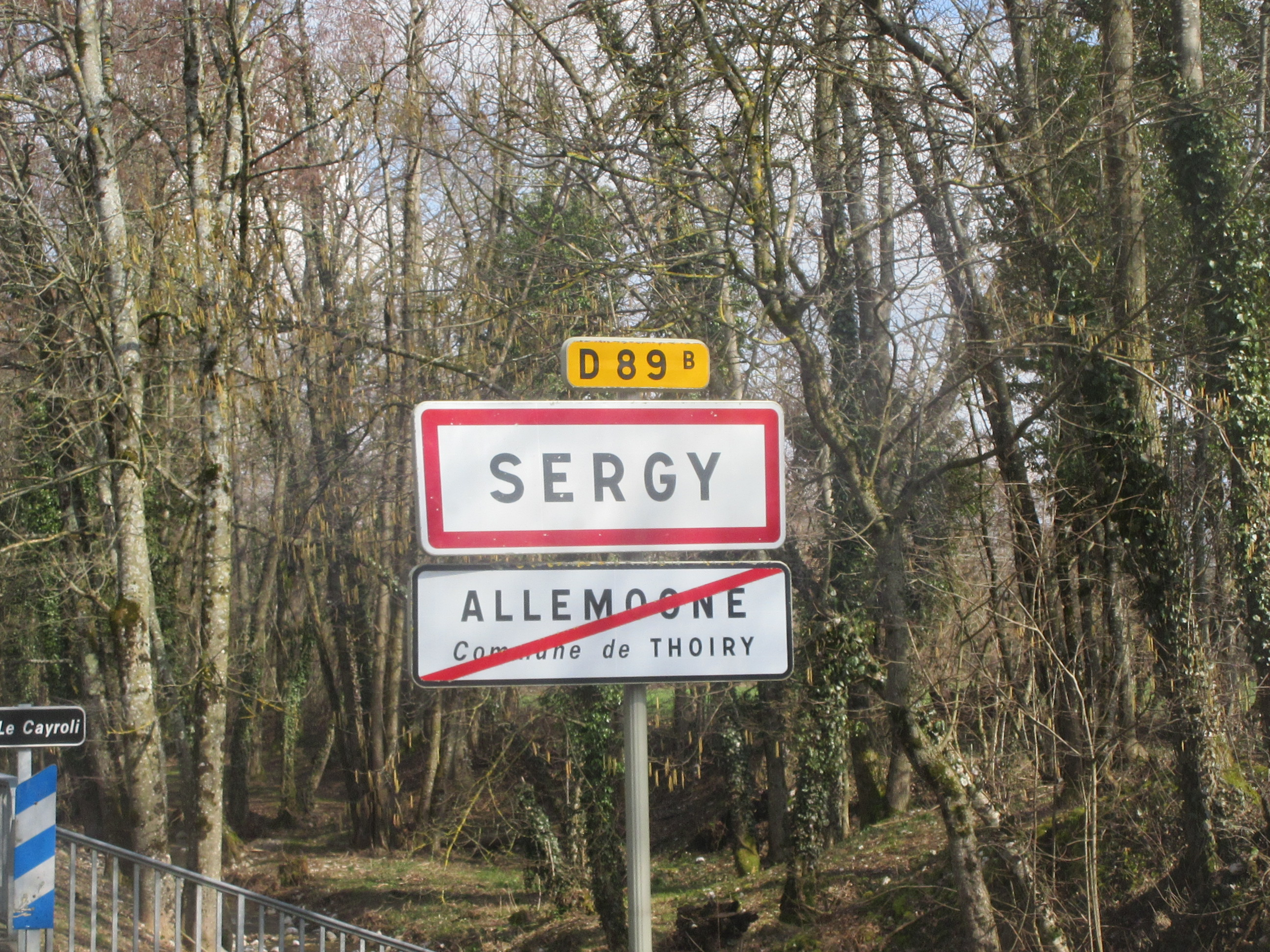

Sergiacus en 1110, Sergye en 1261, Apud Sergier en 1397, Sergiez en 1528 et Sergy en 1644-1750.
Nom de domaine gallo-romain en -acum, composé avec le nom de personne latin (porté par un indigène gallo-romain) Servius ou Cervius.
Homonymie avec Sergy , Cergy, Sargé et Sergeac.

## Histoire

### Moyen Âge
Les seigneurs de Sergy possédèrent de nombreux fiefs dans le pays de Gex. Ils sont seigneurs de Tougin, vidames du prieuré de Prévessin, propriétaires de terres à Pregnin, Allemogne, Pouilly, Naz et Fenières.
Le village de Sergy a des usages dans le mont, la foret et les alpages depuis le XIIIe siècle au moins.
En 1271, Pierre de Sergy, doyen d'Aubonne, reconnait que l'abbaye de Chézery possède des droits sur le tiers des communaux de Sergy. Une convention est passée en 1359 entre le seigneur et les représentants de la communauté à propos des droits d'usage dans les forets. Cet accord est régulièrement confirmé en 1435, 1555 et 1673.

### Époque contemporaine
À la fin du XIXe siècle, Sergy est une commune essentiellement agricole et possède une fromagerie qui, en 1903, met en œuvre 1500 hectolitres de lait. Aujourd'hui à l'image des autres communes gessiennes, Sergy connait une forte expansion démographique et urbaine.

## Politique et administration

### Rattachements administratifs et électoraux

#### Rattachements administratifs
La commune se trouve depuis 1933 dans l'arrondissement de Gex du département de l'Ain.
Elle faisait partie depuis 1824 du canton de Ferney-Voltaire. Dans le cadre du redécoupage cantonal de 2014 en France, cette circonscription administrative territoriale a disparu, et le canton n'est plus qu'une circonscription électorale.

#### Rattachements électoraux
Pour les élections départementales, la commune fait partie depuis 2014 du canton de Thoiry.
Pour l'élection des députés, elle fait partie de la troisième circonscription de l'Ain depuis le dernier découpage électoral de 2010.

### Intercommunalité
Sergy est membre de Pays de Gex Agglo, un établissement public de coopération intercommunale (EPCI) à fiscalité propre créé en 1995 sous le statut de communauté de communes et transformé en 2019 en communauté d'agglomération. Elle exerce des compétences que lui ont transféré les communes membres, dans les conditions déterminées par le code général des collectivités territoriales.

### Jumelages
Ponzone (Italie) depuis 2004 (province d'Alexandrie, dans le Piémont).

## Population et société
Les habitants de Sergy s'appellent les Sergiens.

### Démographie
L'évolution du nombre d'habitants est connue à travers les recensements de la population effectués dans la commune depuis 1793. Pour les communes de moins de 10 000 habitants, une enquête de recensement portant sur toute la population est réalisée tous les cinq ans, les populations de référence des années intermédiaires étant quant à elles estimées par interpolation ou extrapolation. Pour la commune, le premier recensement exhaustif entrant dans le cadre du nouveau dispositif a été réalisé en 2005.

En 2022, la commune comptait 2 279 habitants, en évolution de +11,44 % par rapport à 2016 (Ain : +5,15 %, France hors Mayotte : +2,11 %).
| 1793 | 1800 | 1806 | 1821 | 1831 | 1836 | 1841 | 1846 | 1851 |
| ---- | ---- | ---- | ---- | ---- | ---- | ---- | ---- | ---- |
| 245  | 297  | 323  | 357  | 359  | 385  | 412  | 385  | 387  |

| 1856 | 1861 | 1866 | 1872 | 1876 | 1881 | 1886 | 1891 | 1896 |
| ---- | ---- | ---- | ---- | ---- | ---- | ---- | ---- | ---- |
| 397  | 384  | 347  | 353  | 337  | 334  | 337  | 343  | 303  |

| 1901 | 1906 | 1911 | 1921 | 1926 | 1931 | 1936 | 1946 | 1954 |
| ---- | ---- | ---- | ---- | ---- | ---- | ---- | ---- | ---- |
| 337  | 302  | 309  | 267  | 267  | 253  | 256  | 262  | 274  |

| 1962 | 1968 | 1975 | 1982 | 1990  | 1999  | 2005  | 2006  | 2010  |
| ---- | ---- | ---- | ---- | ----- | ----- | ----- | ----- | ----- |
| 271  | 297  | 605  | 946  | 1 201 | 1 247 | 1 420 | 1 517 | 1 977 |

| 2015  | 2020  | 2022  | - | - | - | - | - | - |
| ----- | ----- | ----- | - | - | - | - | - | - |
| 2 015 | 2 209 | 2 279 | - | - | - | - | - | - |

## Économie
La commune, qui était essentiellement agricole, est progressivement devenue résidentielle grâce à l'essor démographique de la région frontalière qui profite de la proximité de Genève et de ses organisations internationales, la plus proche de Sergy étant le CERN (organisation européenne pour la recherche nucléaire).

## Culture et patrimoine

### Lieux et monuments
- Le château de Sergy, situé à Sergy bourg, construit au XIIIe siècle, a été détruit au cours de la Révolution à l'exception de sa tour nord munie d'un escalier à vis, restauré au début du XIXe siècle[24]. Il fut alors flanqué d'une seconde tour à balcons superposés faisant pendant à la première ; il possède des dépendances et un parc de 5 ha.
- Le château des Bains, situé à Sergy haut, est ainsi dénommé parce que l'on y pratiqua au début du XIXe siècle des cures de petit lait de chèvre et d’ânesse[24] ; son parc a été amputé à la fin des années 1970 pour permettre la construction d'un important ensemble immobilier.
- L'église Saint-Nicolas, construite dans les années 1780, a été restaurée au début du XIXe siècle[24].

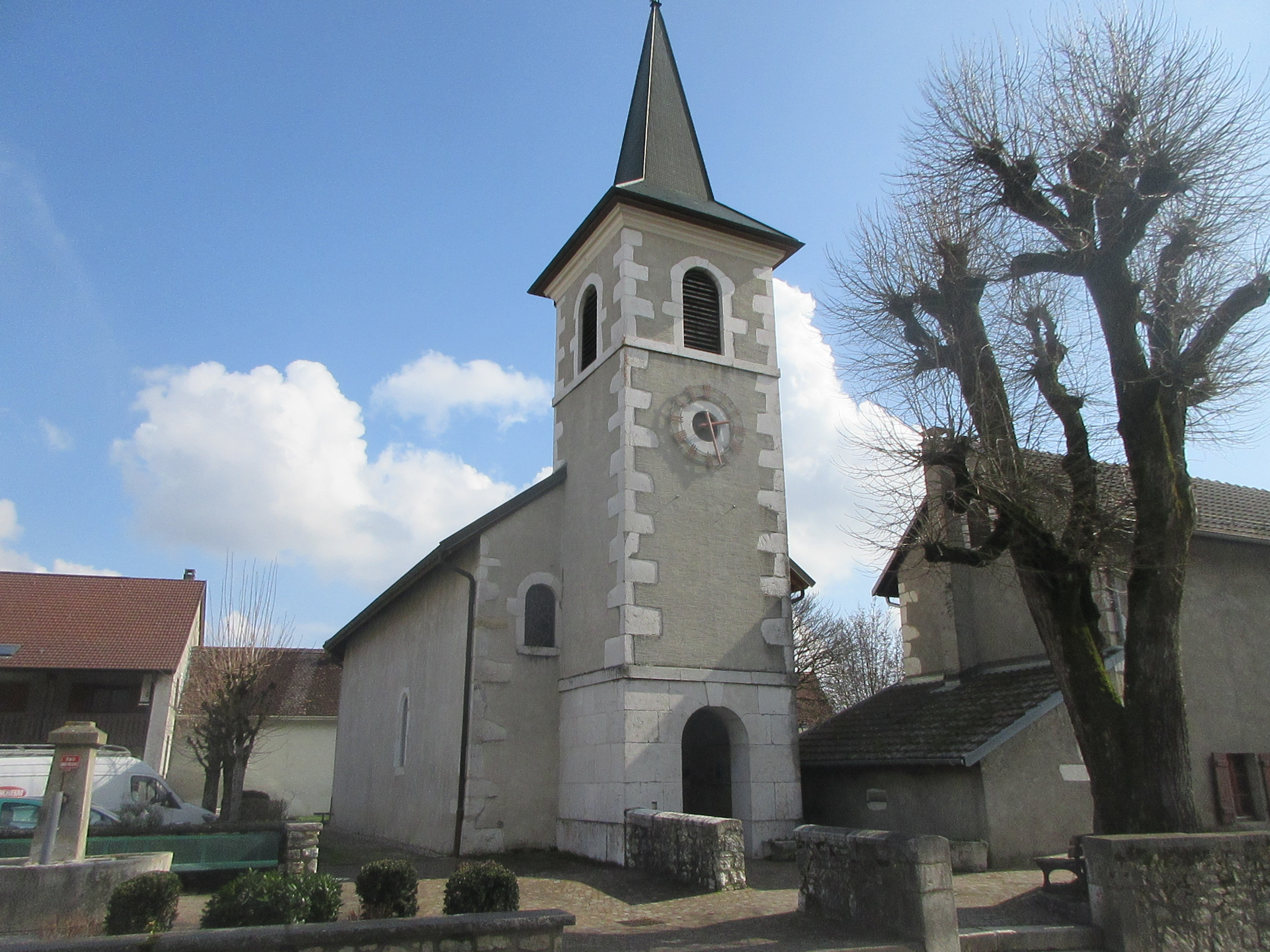
L'église Saint-Nicolas.
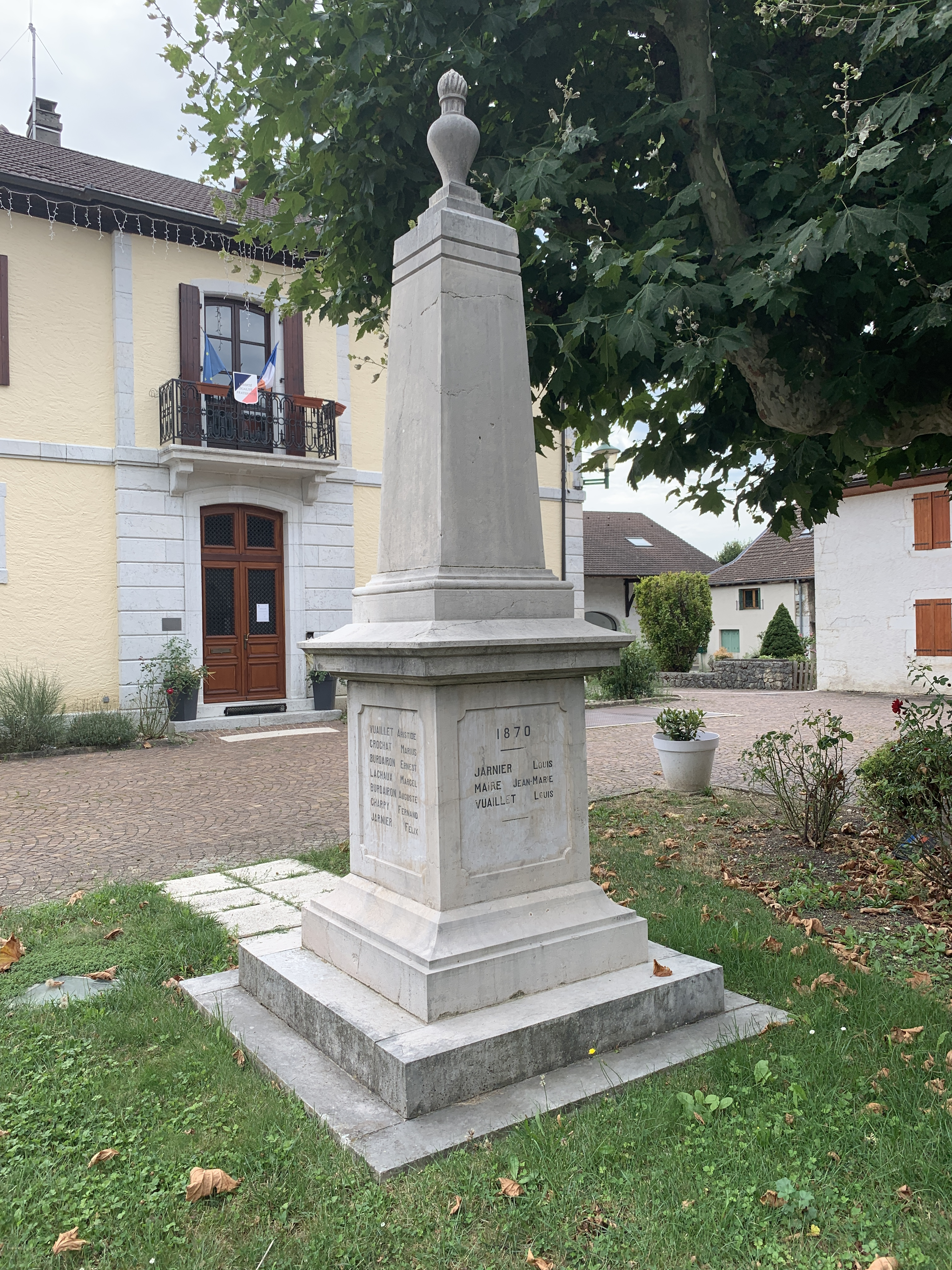
Le monument aux morts.
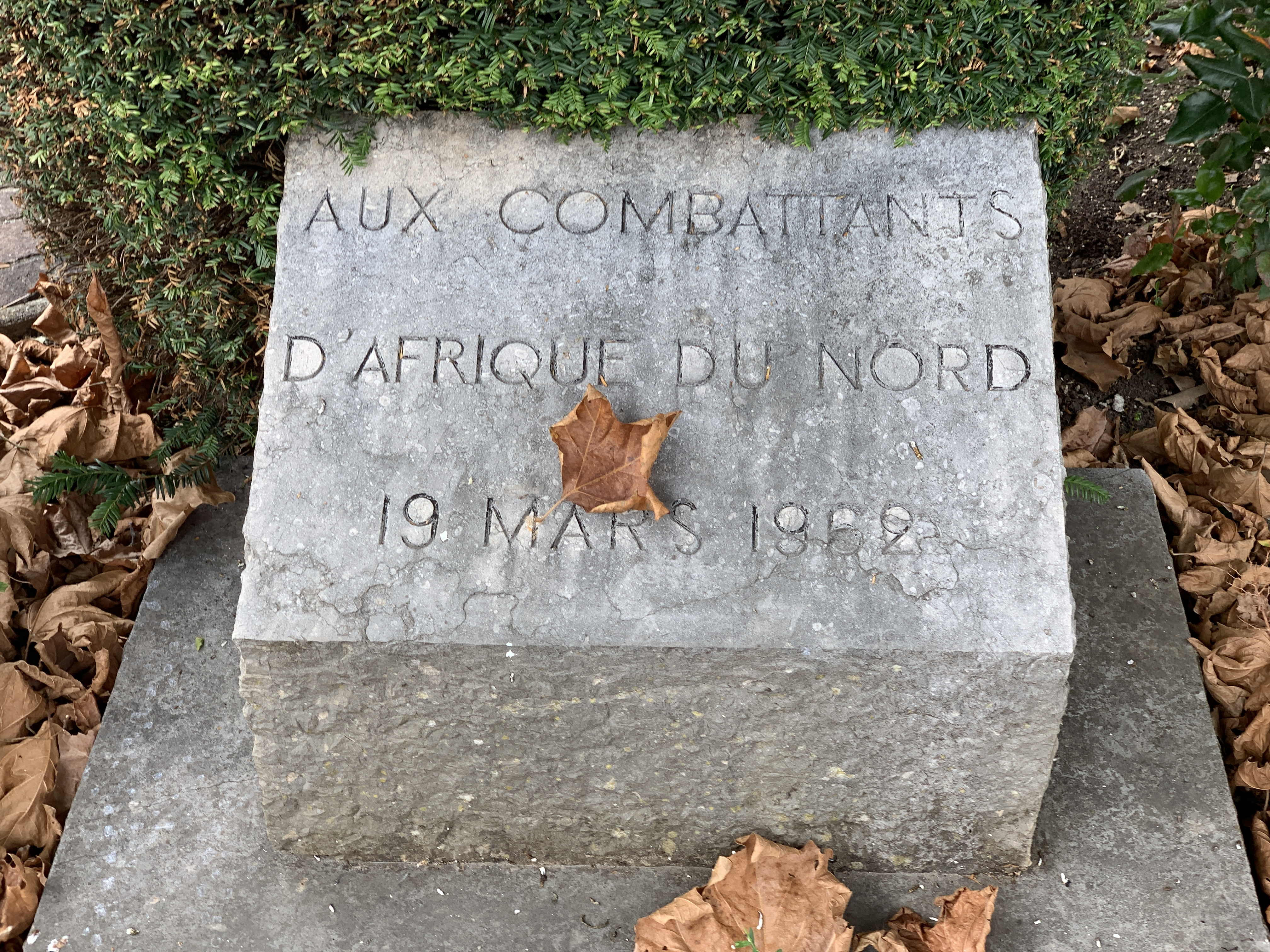
Stèle aux combattants d’Afrique du nord et à la fin de la Guerre d'Algérie
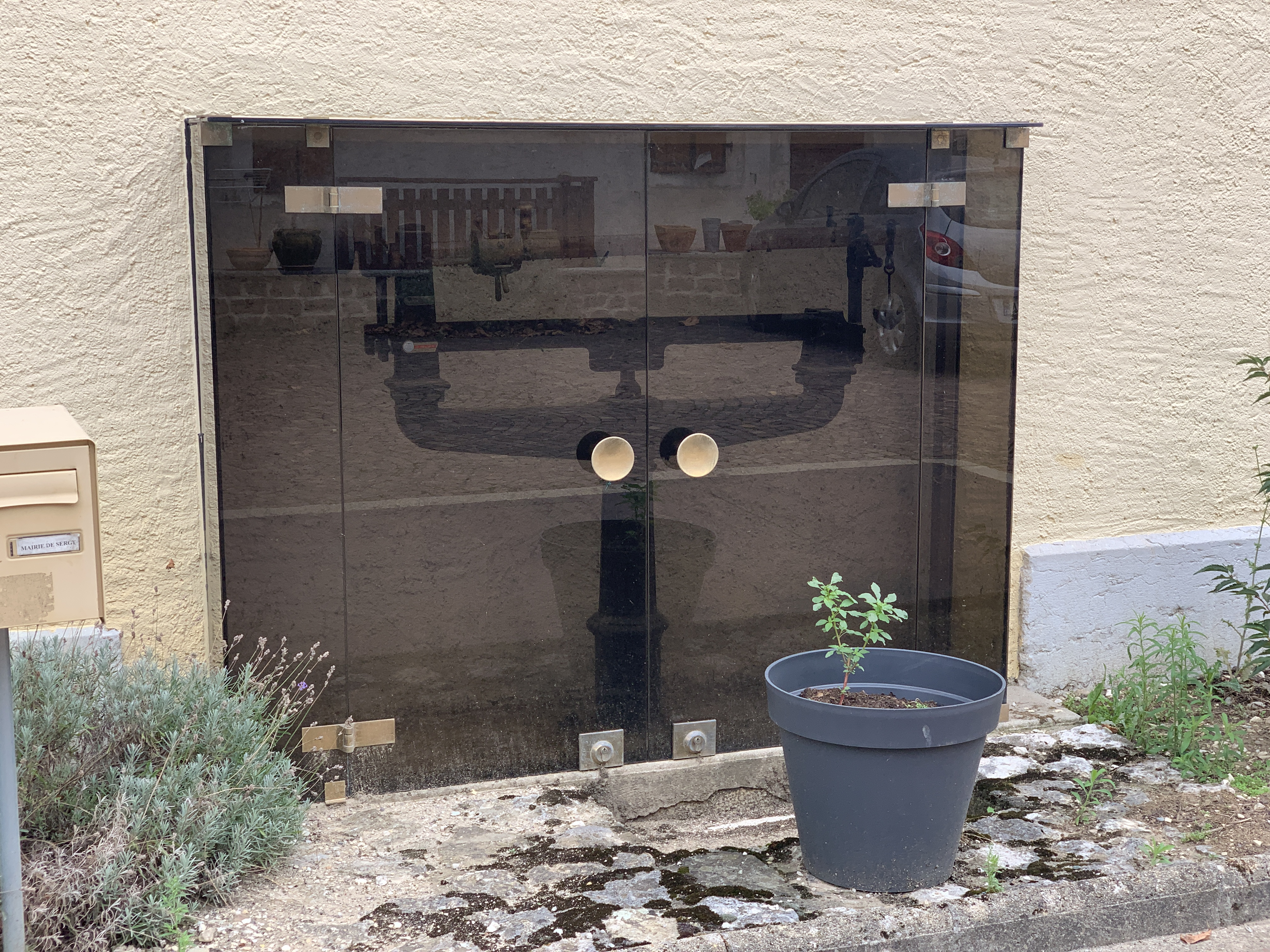
Le poids public.

### Héraldique
| Blason de Sergy (Ain) | Blason  | De sable au chevron cousu de gueules accompagné de dix billettes couchées d'argent, ordonnées, en chef en orle 4 et 2, en pointe 2 et 2. |
| Blason de Sergy (Ain) | Détails | Le statut officiel du blason reste à déterminer.                                                                                         |